# Boonville (village, New York)
Boonville è un villaggio degli Stati Uniti d'America, situato nello stato di New York, nella contea di Oneida.